# NGC 1087
NGC 1087は、くじら座の方角に位置する棒渦巻銀河である。